# 希夸拉夸拉
希夸拉夸拉是東非國家莫桑比克的城鎮，由加扎省負責管轄，位於該國西部，毗鄰與津巴布韋接壤的邊境，海拔高度448米，該鎮屢遭羅德西亞襲擊。
22°05′S 31°41′E / 22.083°S 31.683°E